# La Fin de l'été (téléfilm)
Pour le roman de Danielle Steel, voir La Fin de l'été.
Pour plus de détails, voir Fiche technique et Distribution.
La Fin de l'été est un téléfilm français réalisé par Hélène Angel, co-autrice du scénario avec Nacim Mehtar, tournée en 2018 et diffusé, pour la première fois le 4 octobre 2019 sur Arte.

## Synopsis
Ali, 15 ans, va passer ses vacances avec son petit frère, Selim, 11 ans, chez ses grands-parents à la campagne. Pour ces vacances loin de Paris, il espère vivre sa « première fois ». De leur côté, André et Françoise sont heureux d'accueillir leurs petits-enfants. Si les deux garçons se font des amis, les moments avec leurs grands-parents font comprendre à Ali que sa grand-mère n'est plus tout à fait la même : pertes de mémoire, pertes d'équilibre. Malgré les efforts d'André pour cacher la maladie de sa femme, Ali découvre qu'elle est atteinte de la maladie d'Alzheimer.

## Fiche technique
Sauf indication contraire, les informations mentionnées dans cette section peuvent être confirmées par les bases de données cinématographiques IMDb et Allociné,  présentes dans la section « Liens externes ».
- Réalisation : Hélène Angel
- Scénario : Nacim Mehtar et Hélène Angel
- Sociétés de production : Arte France et Albertine productions
- Producteurs : Arnaud Jalbert et Matthieu Tarot
- Pays d'origine : France
- Langue originale : français
- Genre : Drame
- Durée : 92 min.
- Dates de diffusion : 4 octobre 2019 sur Arte

## Distribution
Sauf indication contraire, les informations mentionnées dans cette section peuvent être confirmées par la base de données cinématographiques IMDb,  présente dans la section « Liens externes ».
- Bernard Le Coq : André
- Christiane Millet : Françoise
- Talid Ariss : Ali
- Maël Rouin Berrandou : Selim
- Alexia Chardard : Réjane
- Corentin Jamet : Pierre
- Thomas Chateaureynaud : Julien
- Owen Nsimba Soba : Nico
- Simon Follain : Lionel
- Alice Varela : Alice

## Production

### Tournage
Le téléfilm a été tourné dans le Périgord, en septembre 2018, notamment à Villamblard, Neuvic, Vallereuil et Villars (notamment dans sa salle des fêtes). Il a nécessité l'engagement de près de 70 figurants,.

## Musique
Sauf indication contraire ou complémentaire, les informations mentionnées dans cette section proviennent du générique de fin de l'œuvre audiovisuelle présentée ici.
- Mexicano Dream de Johann Gauthier.
- Marche nuptiale de Felix Mendelssohn.
- Allegro du Concerto pour deux mandolines en sol majeur d'Antonio Vivaldi.
- Adagio de La Follia d'Antonio Vivaldi.
- Concerto pour mandoline d'Antonio Vivaldi.
- Noche de Acapulco de Pajaro Canzani.
- Faster de Frédéric Landier.
- Wake up and take your time par Thomas Kahn.
- Can Make up your Mind par Mouloud.
- Ma Vie par Alain Barrière.
- Lipstick Traces par Fatale.

## Accueil

### Réception critique
Télé Loisirs décrit le téléfilm comme une « chronique sensible, qui nous happe par ses belles images et sa musique ensorcelante [et] portée par des interprètes impeccables : Bernard Le Coq et Christiane Millet mais aussi, Talid Ariss, qui est très touchant ». Ouest-France qualifie le téléfilm de « touchant » et salue la prestation des acteurs : « Ali est incarné avec justesse par Talid Ariss, son petit frère est très drôle (Maël Rouin Berrandou). Christiane Millet est épatante dans le rôle de Mamie, quant à Bernard Le Coq il est bluffant, tout en retenue ». De son côté, le magazine belge Moustique parle d'« un film initiatique touchant ».

## Audience
Lors de sa diffusion sur Arte, le 4 octobre 2019, le téléfilm rassemble 1 438 000 téléspectateurs en France.

## Thème de la masculinité
Le film aborde notamment le thème de la découverte des relations amoureuses et de la sexualité, mais sous l'angle de la construction du genre. Il confronte les aspirations d'Ali aux stéréotypes de la masculinité véhiculés par son groupe de copains y compris par son pote Pierre. Ali parvient également à exprimer son empathie et sa tendresse à l'égard de sa grand-mère, et progressivement, de son grand-père.